# سباق النرويج

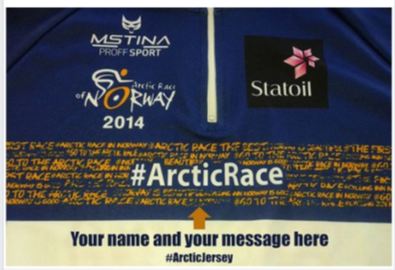
لوجو السباق عام ٢٠١٤

سباق النرويج (بالإنجليزية: Arctic Race of Norway )‏ هو سباق دراجات هوائية،  من صنف سباق المرحلة ‏،  بدأ في 2013 في النرويج.

## تاريخ

### قائمة الفائزين
| السنة | الفائز              | الثاني               | الثالث             |
| ----- | ------------------- | -------------------- | ------------------ |
| 2013  | تور هوسهوفد         | كيني فان هومل        | نيكياس أرندت       |
| 2014  | ستيفن كرويسفيك      | ألكسندر كريستوف      | لارس بيتر نوردهاوق |
| 2015  | Rein Taaramäe       | سيلفان ديلير         | النر زكرين         |
| 2016  | جياني موسكون        | ستيف كليمنت          | أوسكار جاتو        |
| 2017  | ديلان تيونز         | أوقست جنسن           | ميشيل كريدر        |
| 2018  | سيرجي تشيرنيتسكي    | ماركوس هويلجارد      | كولن جويس          |
| 2019  | أليكسي لوتزينكو     | وارن بارجويل         | كريستس نيولاندز    |
| 2021  | بن هيرمانز          | أودد كريستيان إيكينغ | Victor Lafay ‏      |
| 2022  | Andreas Leknessund ‏ | هوغو هول             | Nicola Conci ‏      |
| 2023  | ستيفن وليامز        | كريستيان سكاروني ‏    | Kevin Vermaerke ‏   |
| 2024  | ماغنوس كورت نيلسن   | Clément Champoussin ‏ | Kevin Vermaerke ‏   |

## وصلات خارجية
- الموقع الرسمي